# Тофет (фінікійський)
Тофет — вживана в науковій і популярній літературі назва сакрального майданчика у фінікійських містах-державах, на терені якого зазвичай здійснювалися поховання жертвенних тварин і померлих дітей — із встановленням стел із посвятами богам. Відомі, зокрема, тофети у Карфагені і Мотії.
Самі фінікійці йменували його «ашир хакодеш» (фінік. ). 